# Corbulidae
Corbulidae (Lamark, 1818) è una famiglia di piccole vongole d'acqua salata, molluschi bivalvi marini nell'ordine Myida.

## Tassonomia
I generi della famiglia sono i seguenti secondo WoRMS, che include anche una sottofamiglia:
- Anisocorbula (Iredale, 1930)
- Apachecorbula (Oliver & Vestheim, 2015)
- Caestocorbula (Vincent, 1910
- Caryocorbula (J. Gardner, 1926)
- Corbula (Bruguiere, 1797)
- Cuneocorbula (Cossmann, 1886)
- Erodona (Bosc, 1801)
- Hexacorbula (Olsson, 1932)
- Juliacorbula (Olsson & Harbison, 1953)

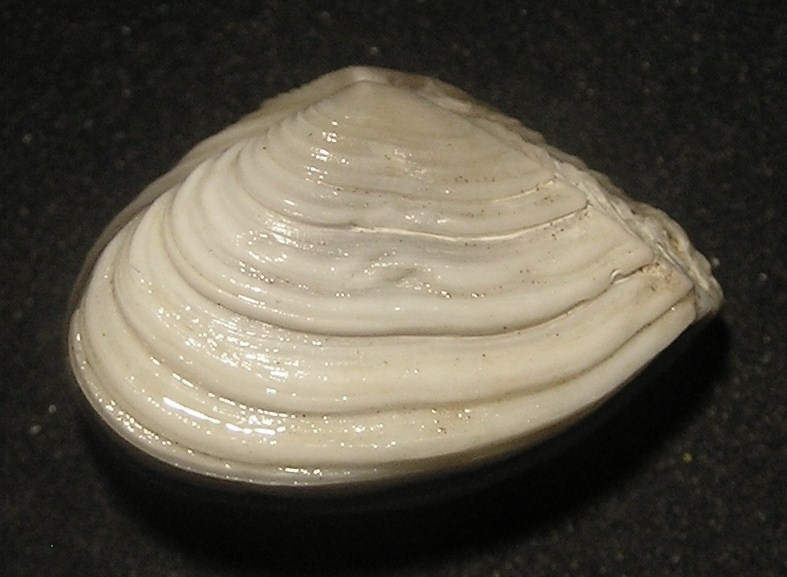
Corbula modesta

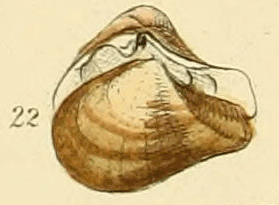
Corbula gibba

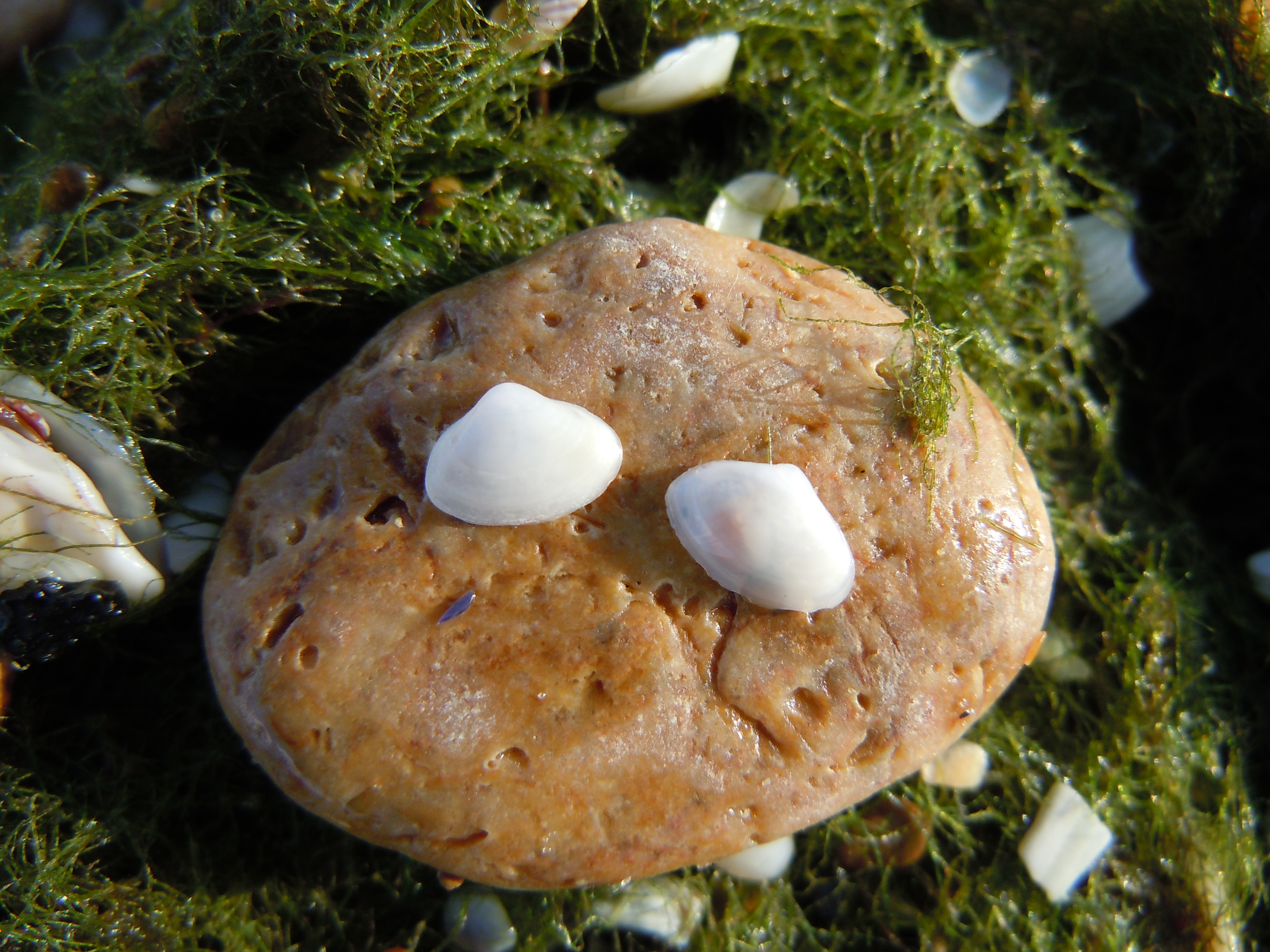
Lentidium mediterraneum

- sottofamiglia Lentidiinae (Vokes, 1945)
- Lentidium (de Cristofori & Jan, 1832)
- Panamicorbula (Pilsbry, 1932)
- Potamocorbula (Habe, 1955)
- Tenuicorbula (Olsson, 1932)
- Varicorbula (Grant & Gale, 1931)

Al contrario di WoRMS, ITIS riporta cinque generi:
- Caryocorbula (Bruguiere, 1792) 
  - Caryocorbula porcella (Dall, 1916)
- Corbula (Bruguiere, 1797)
  - Corbula alabamiensis (Lea, 1833)
  - Corbula barrattiana (C. B. Adams, 1852)
  - Corbula bicarinata (Sowerby, 1833)
  - Corbula biradiata (Sowerby, 1833)
  - Corbula caribaea
  - Corbula chittyana (C. B. Adams, 1852)
  - Corbula contracta (Say, 1822)
  - Corbula cubaniana (d'Orbigny, 1842)
  - Corbula cymella (Dall, 1881)
  - Corbula dietziana (C. B. Adams, 1852)
  - Corbula kelseyi (Dall, 1916)
  - Corbula krebsiana (C. B. Adams, 1852)
  - Corbula luteola (Carpenter, 1864)
  - Corbula nasuta (Sowerby, 1833)
  - Corbula nuciformis (Sowerby, 1833)
  - Corbula porcella (Dall, 1916)
  - Corbula sulcata
  - Corbula swiftiana (C. B. Adams, 1852)
  - Corbula zelandica (Quoy & Gaimard, 1835)
- Juliacorbula (Olsson & Harbison, 1953)
  - Juliacorbula cubaniana (d'Orbigny, 1842)
  - Juliacorbula luteola (Carpenter, 1864)
- Potamocorbula (Habe, 1955)
  - Potamocorbula amurensis (Schrenck, 1861)
- Varicorbula (Grant & Gale, 1931)
  - Varicorbula gibba (Olivi, 1792)
  - Varicorbula operculata (Philippi, 1848)